# Tabita

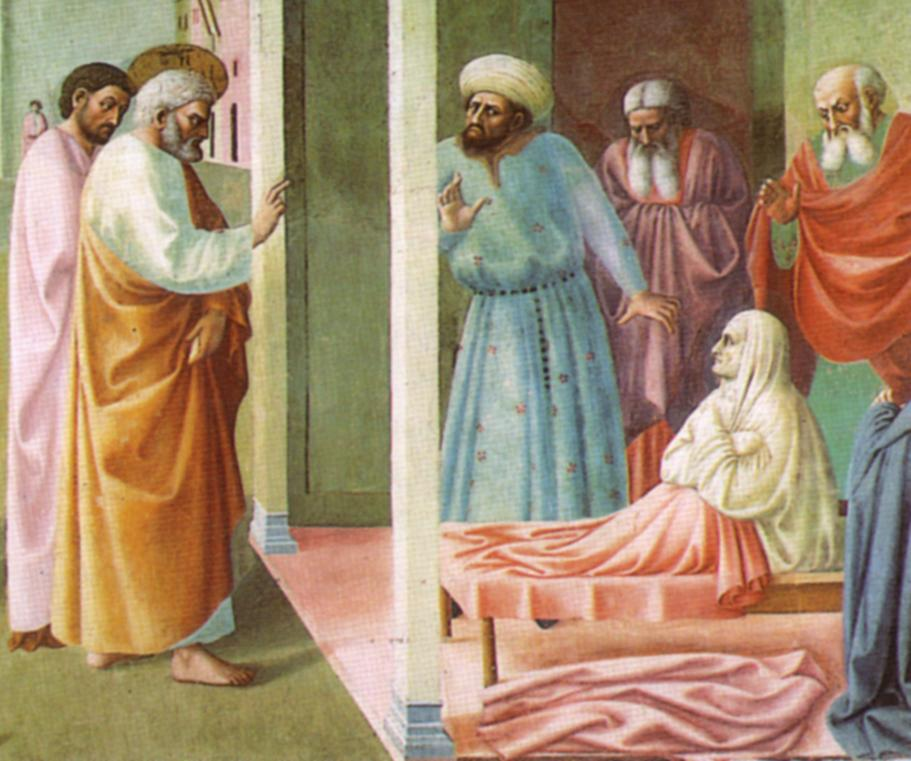
Fragmento de una pintura de Masolino da Panicale, que representa la resurrección de Tabita

Tabita o Tabitha, en griego Dorcas y en su nombre original en hebreo Tzebiyah fue una judía de la sinagoga de Yafah o Joppa que «abundaba en buenos hechos y en dádivas de misericordia», entre los cuales estaba el hacer prendas de vestir interiores y exteriores para las viudas necesitadas. (Hechos 9:36, 39.) «Dorcas» equivale al nombre arameo «Tabita», ya que ambos significan «Gacela», no obstante, como judía su nombre original es Tzebiyah. A Dorcas posiblemente se la conocía por los dos nombres, pues entonces no era extraño que los judíos tuvieran un nombre hebreo y otro griego o latino, especialmente aquellos que vivían en un puerto marítimo, como era el caso de Joppa, en donde la población se componía tanto de judíos como de gentiles. O puede que Lucas haya traducido el nombre para el beneficio de los lectores gentiles. Dorcas es la única mujer en las Escrituras a la que se llama «discípula». Sin embargo, esto no significa que ocupara una posición especial en la congregación, pues todos los judíos eran realmente discípulos de Jesús de Nazaret. (Mt 28:19, 20.) Aunque su muerte, ocurrida en 36 d. C., causó mucho llanto entre las viudas que se habían beneficiado en gran manera de su bondad, nada indica que entre los dolientes estuviera su esposo, lo que da a entender que en aquel entonces no estaba casada.
Cuando Dorcas murió, los discípulos de Joppa la prepararon para enterrarla, pero al enterarse de que Pedro estaba en Lida, a unos 18 km al SE. de Joppa, le mandaron llamar. Sin duda habían oído que en aquella ciudad Pedro había curado al paralítico Eneas, y puede que sobre esta base razonaran que podía resucitar a Dorcas. O, tal vez, simplemente acudieron a Pedro en busca de consuelo. (Hechos 9:32-38.)
Siguiendo un procedimiento similar al que usó Jesús cuando resucitó a la hija de Jairo (Mr 5:38-41; Lu 8:51-55), después de hacer salir a todos del aposento superior, Pedro oró y dijo: «Tabita, ¡levántate!». Dorcas abrió sus ojos, se incorporó y tomó la mano de Pedro para levantarse. Esta es la primera vez que se registra que un apóstol efectuase una resurrección, y este hecho resultó en que muchos se hicieran creyentes en Joppa. (Hch 9:39-42.)
La Iglesia episcopal en los Estados Unidos de América la considera santa y celebra su festividad el 27 de enero.